# Tatort: Miriam
Miriam ist ein Fernsehfilm aus der Fernseh-Kriminalreihe Tatort der ARD und des ORF. Der Film wurde vom WDR produziert und am 4. April 1983 erstmals gesendet. Es ist die 146. Folge der Tatort-Reihe und die sechste Folge mit dem Ermittlerteam Horst Schimanski (Götz George) und Christian Thanner (Eberhard Feik). Anlässlich des 40. Sendejubiläums des Duisburger Tatorts strahlte der WDR am 6. Oktober 2020 eine in HD abgetastete und digital restaurierte Folge aus.

## Handlung
Kriminalhauptkommissar Thanner zieht bei seinem Kollegen Schimanski ein, nachdem er von seiner Freundin Sylvia wegen seiner Eifersucht vor die Tür gesetzt worden ist, und bringt dessen Wohnung auf Vordermann. Während Thanner versucht, seine Freundin zurückzugewinnen, wird Daddel Virks, der Kompagnon von Privatdetektiv Heinz Scholl, ermordet in dessen durchwühltem Büro aufgefunden. Die plötzlich am Tatort auftauchende Miriam Schultheiß bringt einen neuen Aspekt in diesen Fall.
Schimanski und Thanner ziehen bei der Versicherungsgesellschaft Erkundigungen über zwei Diebstahlsdelikte ein, mit denen Scholl und Virks beschäftigt gewesen sind, wobei eines davon beim Vater von Miriam begangen wurde. Die beiden Detektive scheinen auf etwas Brisantes gestoßen zu sein. Während Schimanski vergeblich mit den Kollegen anderer Dienstbereiche versucht, den untergetauchten Scholl zu finden, versinkt Thanner in seinem Liebeskummer und stürzt sich in die Hausarbeit.
Bei einer Lkw-Schieber-Razzia kann Scholl, der hier auch eine Mittlerrolle hat, entkommen. Die Lkw-Fahrer bestätigen nur die Gerüchte, dass Scholl angeblich eine Goldader aufgetan hat. Schimanski sucht Miriam und ihren Vater auf und erfährt von dem tödlichen Verkehrsunfall der Mutter vor 20 Jahren, die vor ihrem Tod einen Spieler erstochen haben soll. Dieses Ereignis scheint die beiden tief zu entzweien, da Schultheiß seine Geliebte danach zu seiner neuen Ehefrau machte. Miriam wollte mithilfe von Scholl mehr darüber erfahren und über Virks gegen Bezahlung Informationen zusammentragen.
Durch einen Telefonanruf wird Miriam aus ihrer Wohnung zu einem Treffpunkt gelockt, wohin Schimanski sie verfolgt. Ein verdächtiger Mercedes wird von Schimanski beobachtet und als ein Fahrzeug der Schröder KG identifiziert. Das Treffen war eine Finte, um Miriams Wohnung durchsuchen zu können. Am nächsten Tag hebt Miriam bei ihrer Bank eine große Summe ab, um Scholl für die Informationen, die sie sich erhofft, bezahlen zu können. Sie trifft sich mit dem Detektiv am Bahnhof. Schimanski, Thanner und ihrem Kollegen Hänschen gelingt es, Scholl zu überwältigen, wobei herauskommt, dass Scholl Miriam nur mit alten Zeitungen täuschen wollte.
Sie lassen Scholl jedoch wieder frei, um ihn als Lockvogel einzusetzen, und er wird prompt von Schröder, der ein guter Freund von Schultheiß ist, aus einem Hotel geholt. Als man Scholl an einem verlassenen Ort verprügelt, greifen Thanner und Hänschen ein, wobei es zum Schusswechsel kommt, bei dem Scholl verletzt wird.
Bevor Scholl ins Krankenhaus eingeliefert wird, gibt er ihnen eine Adresse in Köln, wo ein Hausmädchen von Schultheiß wohnen soll. Die Frau gibt an, von dem Industriellen wegen seiner neuen Frau nach dem Vorfall vor 20 Jahren entlassen und mit einer Privatpension ausgestattet worden zu sein. Im Krankenhaus verrät Scholl Schimanski, dass die Haushälterin in Wirklichkeit Miriams totgeglaubte Mutter ist und stattdessen das Hausmädchen von Schröder zur Verhinderung eines Skandals ermordet worden ist. Eine Gegenüberstellung von Miriam und der Frau bestätigt Scholls Aussage. Miriam ist sichtlich erschüttert. Schröder, nach dem gefahndet wird, will per Flugzeug entkommen, wird aber am Flughafen gestellt. Schimanski und Thanner suchen in Begleitung von Miriam Schultheiß auf, der gerade eine Abendgesellschaft zu Gast hat. Bevor er den Kommissaren aufs Präsidium folgt, übergibt er Miriam die Leitung des Abends. Diese übernimmt widerwillig mit der Bemerkung: „The show must go on.“

## Hintergrund
- Der Schultheiß-Darsteller Paul Albert Krumm spielte im ersten Tatort: Taxi nach Leipzig den ersten Hauptverdächtigen der Fernsehreihe.
- In diesem Tatort wurde der damals neue Ford Sierra suggestiv beworben: Er taucht auf einem Werbeplakat auf, und in späteren Szenen fährt Schimanski ihn selbst, um Miriam zu beschatten. Ein anderes Element ist Werbung der Biermarke König Pilsener, die aber bereits in den Vorgängern oft zu sehen ist.
- In der Bahnhofsszene (ca. Minute 49) sind die Ansagen der verspäteten Ankunft des Hellas-Express und auch die Ankündigung des Blauer Enzian zu hören.
- Nach dem Erfolg von White Eagle für den Tatort: Das Mädchen auf der Treppe lieferte Tangerine Dream das Instrumental-Stück Daydream für diese Tatort-Folge.